# Nagybozinta
Nagybozinta falu Romániában, Máramaros megyében.

## Fekvése
Máramaros megye nyugati részén, Misztótfalutól délre, a Lápos folyó jobb partján, a Szamos folyó és a Lápos torkolatának közelében fekvő település.

## Nevének eredete
A település neve puszta személynévből keletkezett magyar névadással.

## Története
Nagybozinta nevét a korabeli oklevelek 1405-ben említik először Bozincha néven, 1410-ben Buzytha, 1475-ben Bozontha alakban írták.
1410-ben Zsigmond király a Zólyomi család tagjainak, Albisi Márton fia: Dávid volt zólyomi ispánnak adta királyi adományként.
1551-ben Kisvárday György is királyi adományt kapott a településre.
1500-as évek végén a nagybányai uradalomhoz tartozott, s ezzel 1592-ben a szatmári várhoz.
1520-ban Zólyomi Dávid fiát, Jánost és Zólyomi Miklós fiait Lászlót, Györgyöt és Ferencet iktatták be II. Lajos király parancsára új adomány címén Bozinta birtokába.
A 18. század végén a Peley család a tulajdonosa.
A 20. század elején nagyobb birtokosa nem volt. Neve 1908-ig Kisbozita volt.
A trianoni békeszerződés előtt a település Szatmár vármegyéhez tartozott.

## Nevezetességek
- Görögkatolikus templom – 1887-ben épült.